# Singende Revolution

Estland, Lettland und Litauen

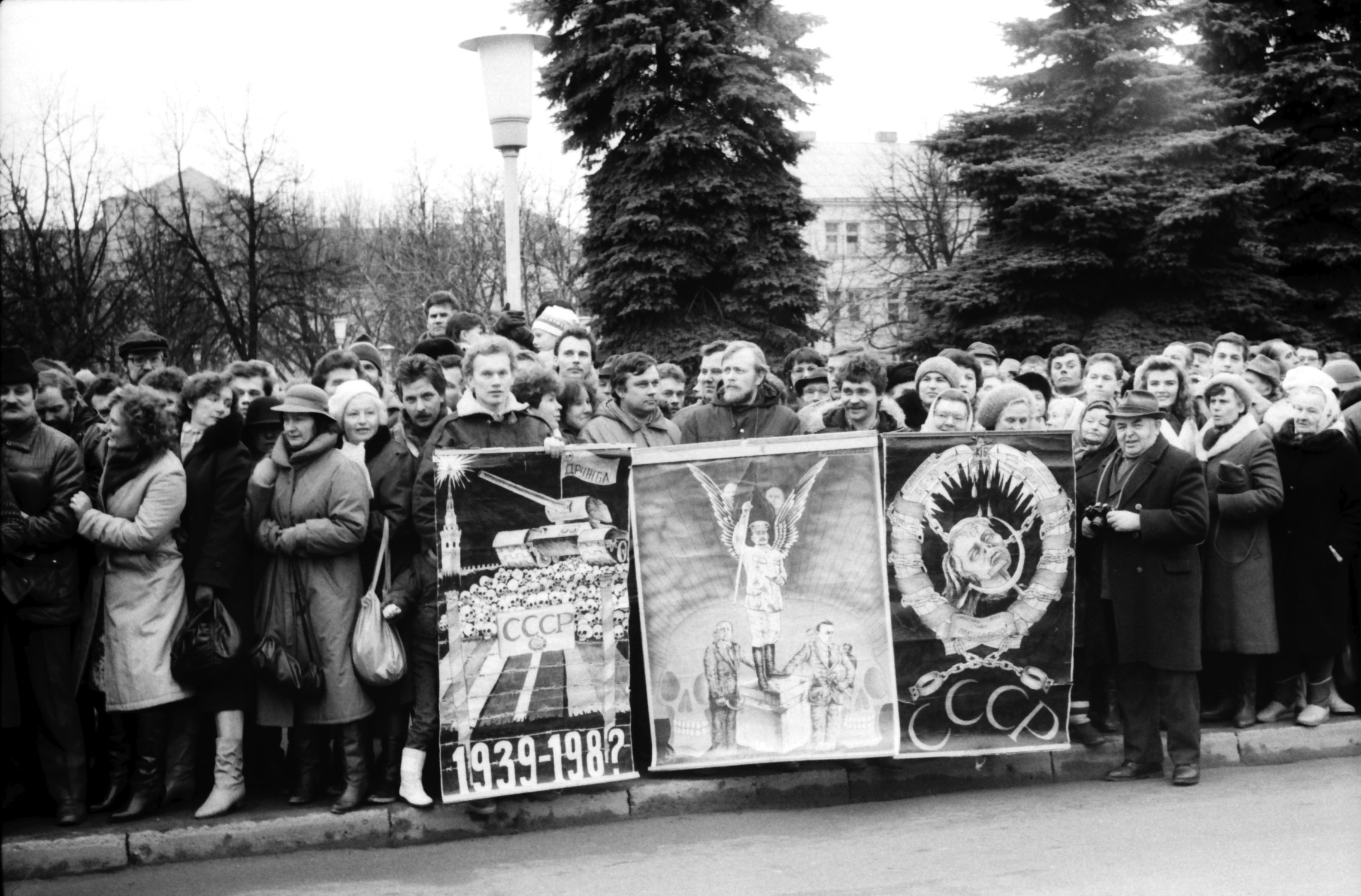
Litauer beim Gorbatschow-Treffen in Šiauliai, 12. Januar 1990

Als Singende Revolution wird die Periode der nationalen Bewegungen im Baltikum 1987 bis 1991 und des gewaltlosen Kampfes um die Wiedererlangung der staatlichen Unabhängigkeit bezeichnet.

## Bedeutung der Lieder
In der Sowjetunion war es streng verboten, Lieder zu singen, in denen die Vaterlandsliebe einem anderen galt als dem offiziellen, vermeintlich „einzigen“ übernationalen Vaterland – der Sowjetunion. Zu diesen strafbaren patriotischen Liedern gehörten die Hymnen der seit dem Zweiten Weltkrieg von der UdSSR gewaltsam inkorporierten baltischen Staaten: Wer sie zu singen wagte, dem drohten der Verlust des Arbeitsplatzes und drakonische Strafen bis hin zur Deportation in ein Gulag-Lager in Sibirien.

## Zeit der Perestroika
Während der Perestroika (1988–1991) sang man bei nationalen Versammlungen und friedlichen Demonstrationen (in Vingio parkas und Kalnų parkas in Litauen, in Mežaparks in Lettland, in Hirvepark in Estland etc.). Hunderttausende Menschen versammelten sich auf öffentlichen Plätzen und in Stadien, um ihre Bestrebungen zu verkünden und ihre Meinung über die sowjetische Okkupation und Annexion zu äußern. Man sang insbesondere traditionelle Volkslieder, Dainas, die das Volk ideell und emotional vereinigten und von der gemeinsamen kulturellen Erfahrung und Vergangenheit zeugten.
Um für die Unabhängigkeit der Baltischen Staaten zu demonstrieren, bildeten am 23. August 1989, genau 50 Jahre nach dem Hitler-Stalin-Pakt, rund zwei Millionen Menschen den Baltischen Weg, eine 600 Kilometer lange Menschenkette von Tallinn über Riga nach Vilnius.
Volkslieder werden auch heute in den baltischen Staaten an staatlichen Gedenktagen in überlieferter bzw. ‚moderner‘ Fassung (z. B. mit bekannten Rockbands) auf den Bühnen der Großstädte gesungen. Sie werden auch als CDs und DVDs verbreitet.

## In Estland

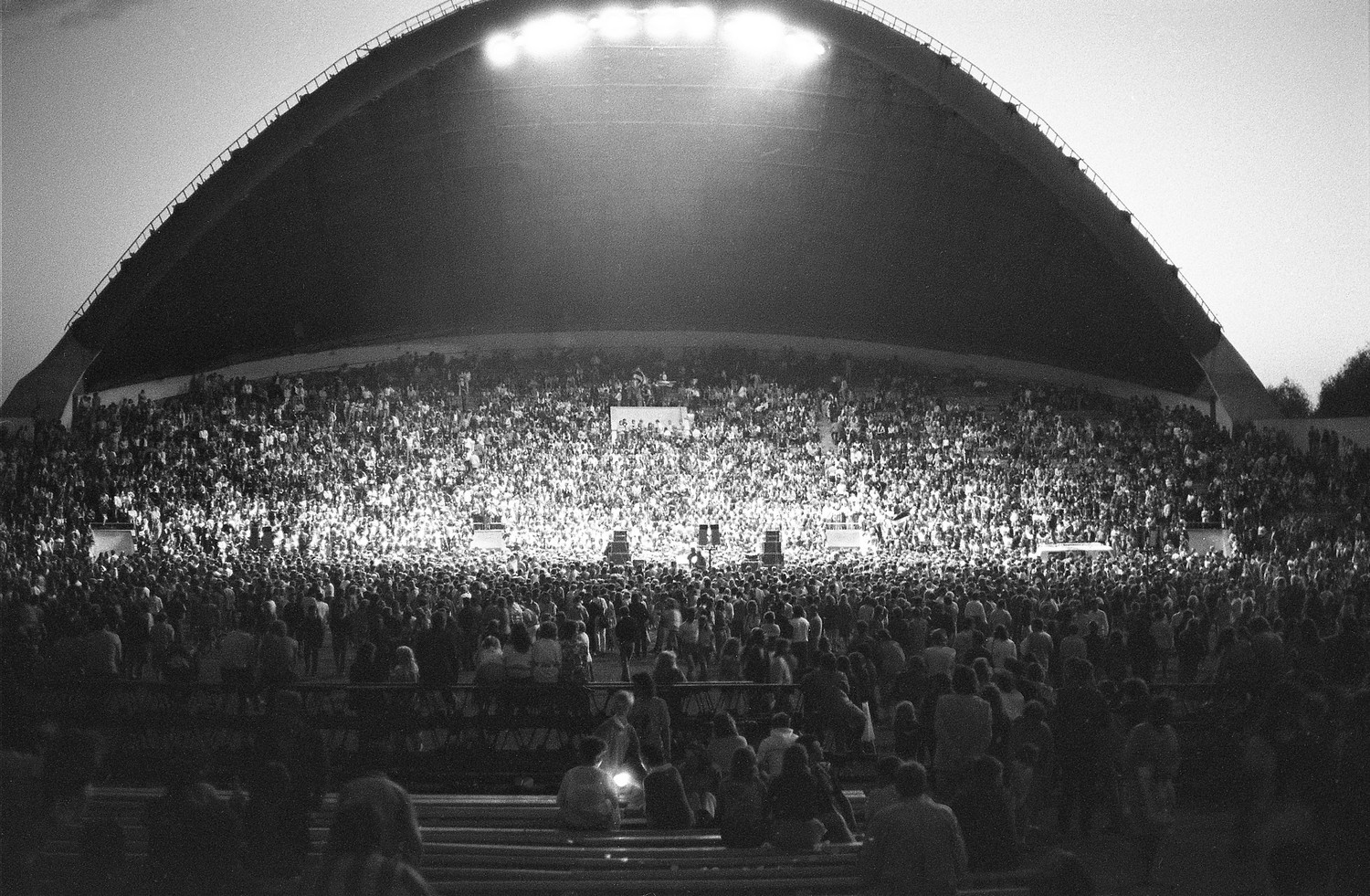
Demonstration auf dem Lauluväljak

Da der finnische Rundfunk YLE, dessen Radio- und Fernsehprogramme im Norden zu empfangen waren, die Nationalhymne Finnlands zum täglichen Sendeschluss spielte, blieb auch die estnische Hymne im öffentlichen Bewusstsein präsent, da die Melodie dieselbe ist.
Während der „Singenden Revolution“ in Estland wurde das Lied wieder oft angestimmt. Auf einer Demonstration auf dem Lauluväljak (Sängerfestplatz) 1988 sangen 300.000 Esten erstmals wieder ihre verbotene Hymne.
Mit der Unabhängigkeit des Landes wurde sie wieder offizielle Nationalhymne.

## In Lettland
Nachdem die Bevölkerung gegen Artikel 6 der Verfassung Lettlands, der den Führungsanspruch der Kommunistischen Partei Lettlands festlegte, demonstriert hatte, änderte der Oberste Sowjet am 29. Dezember 1989 diesen Artikel: Der Führungsanspruch wurde gestrichen; von nun an konnte jede gesellschaftliche Organisation im Rahmen der Gesetze an der politischen Willensbildung teilnehmen.

## Blutige Auseinandersetzungen und Durchsetzung der Unabhängigkeit

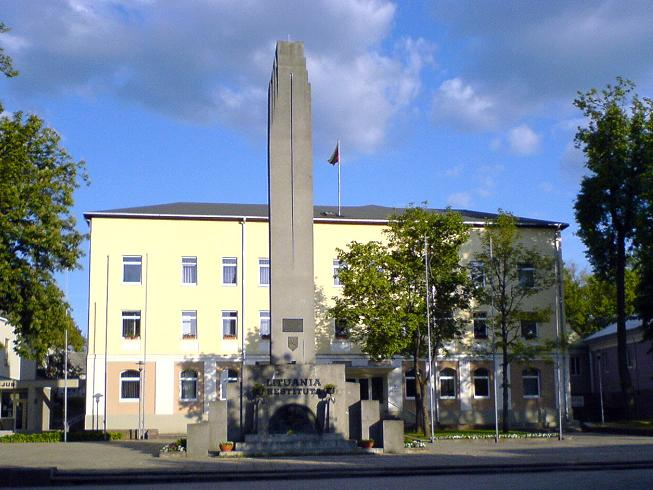
Restauriertes Unabhängigkeitsdenkmal in der litauischen Stadt Ukmergė

1989 hatte die Öffnung des Eisernen Vorhangs begonnen. Im November waren die Berliner Mauer und die innerdeutsche Grenze geöffnet worden. 
Bereits im Frühjahr 1990 proklamierten die baltischen Staaten die Wiederherstellung ihrer Unabhängigkeit (Litauen: 11. März, Lettland: 4. Mai, Estland: 8. Mai). Im Januar 1991 kam es in Litauen und Lettland zu blutigen Auseinandersetzungen zwischen Zivilisten und litauischen bzw. lettischen Kräften auf der einen und sowjetischen Einheiten auf der anderen Seite.
Bei den Januarereignissen am 13. Januar 1991 starben beim Sturm auf den Fernsehturm in Vilnius insgesamt 14 unbewaffnete Zivilisten. 
Am 20. Januar 1991 töteten sowjetische Militärkräfte in Riga fünf Menschen beim Sturm auf das Innenministerium (Raiņa bulvāris Ecke Komunāru [heute Reimersa] iela).
Im Unabhängigkeitsreferendum am 9. Februar 1991 stimmten bei einer Beteiligung von 85 % der Wahlberechtigten 90,5 % für ein unabhängiges Litauen. Das Parlament des Staates Island erkannte als erster Staat der Welt die Unabhängigkeit Litauens an. 
Angehörige der sowjetischen Spezialeinheit OMON überfielen am 31. Juli 1991 einen litauischen Grenzposten und erschossen sieben unbewaffnete litauische Grenzbeamte.
Erst am 6. September 1991, nach dem gescheiterten Augustputsch in Moskau gegen Michail Gorbatschow, erkannte die Sowjetunion die Unabhängigkeit der drei baltischen Staaten an. 
Im Dezember 1991 löste sich die Sowjetunion auf.